# 1181

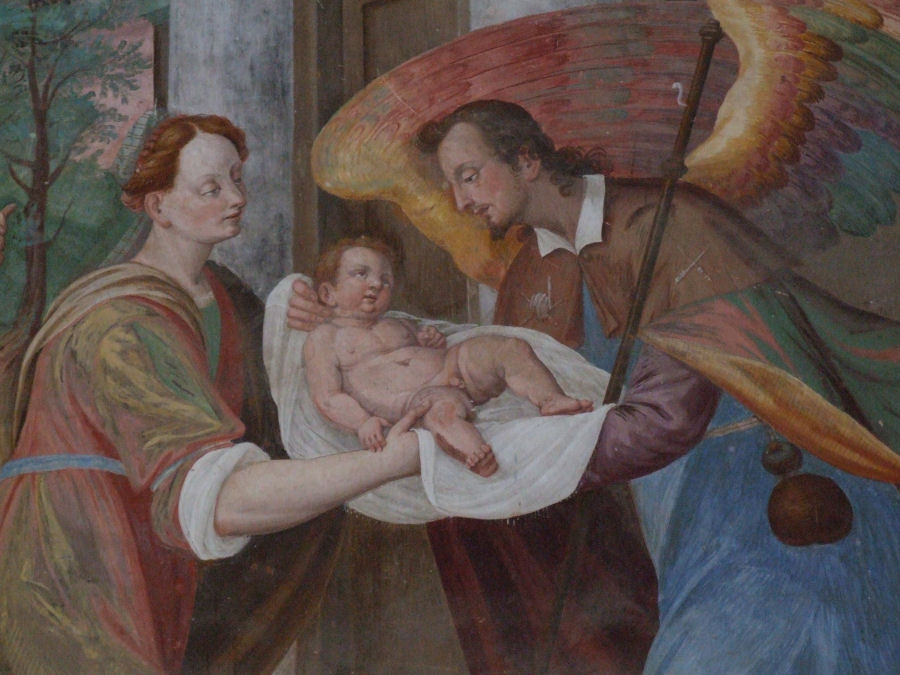
Geboorte van Franciscus van Assisi

Het jaar 1181 is het 81e jaar in de 12e eeuw volgens de christelijke jaartelling.

## Gebeurtenissen
- Na de dood van As-Salih Ismail verovert Saladin geheel Syrië.
- Het hertogdom Pommeren plaatst zich onder het leenheerschap van het Heilige Roomse Rijk
- Koenraad II Otto,verdeelde die Moravische hertogdommen onder zich heeft verenigd, krijgt de titel van markgraaf. Begin van het markgraafschap Moravië.
- In Japan en China wordt een supernova waargenomen, SN 1181.
- Vitoria-Gasteiz wordt gesticht.
- oudst bekende vermelding van: Balegem, Diever, Markelo

## Opvolging
- Angoulême - Wulgrin III opgevolgd door Willem VII
- Champagne - Hendrik I opgevolgd door zijn zoon Hendrik II
- Évreux - Simon III van Montfort opgevolgd door zijn zoon Amalrik IV
- bisdom Halberstadt - Ulrich opgevolgd door Dietrich van Krosigk
- Karinthië - Herman opgevolgd door zijn zoon Ulrich II
- Khmer-rijk - Dharanindravarman II opgevolgd door Jayavarman VII
- Montfort - Simon III opgevolgd door zijn zoon Simon IV
- Nevers, Tonnerre en Auxerre - Willem V opgevolgd door zijn zuster Agnes I
- paus (1 september) - Alexander III opgevolgd door Ubaldo Allucingoli als Lucius III
- Württemberg - Lodewijk II opgevolgd door zijn zonen Hartman I en Lodewijk III

## Afbeeldingen

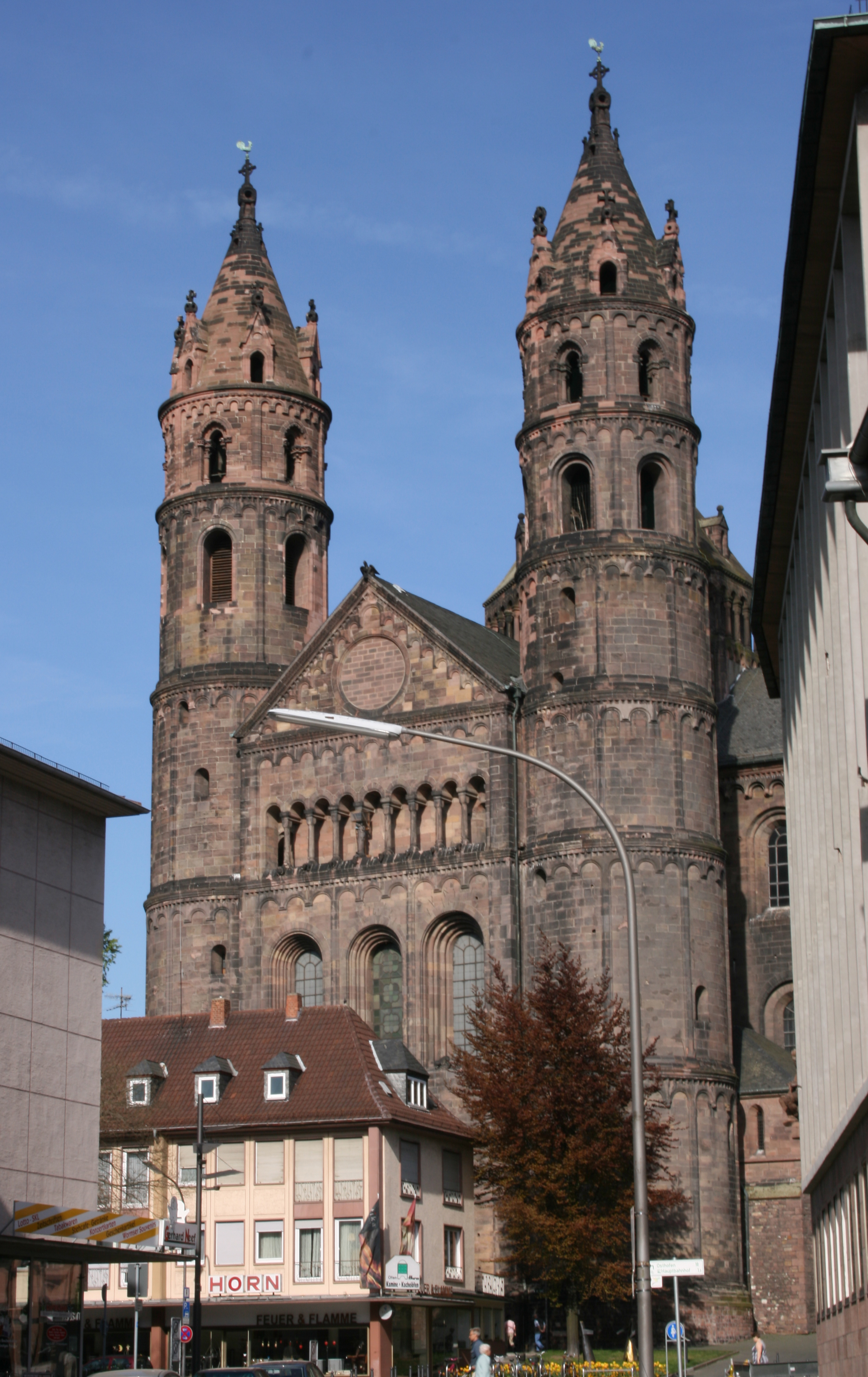
Dom van Worms, voltooid in 1181
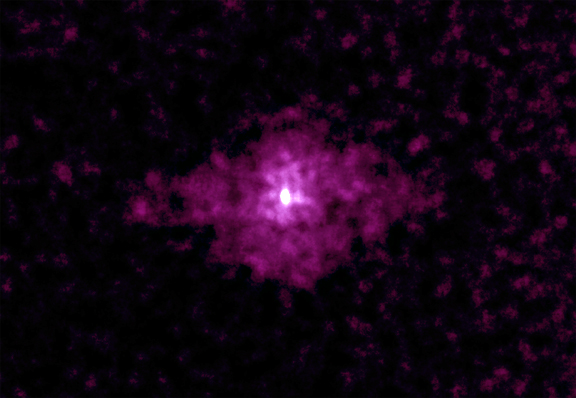
3C 58, mogelijk het overblijfsel van de supernova van 1181
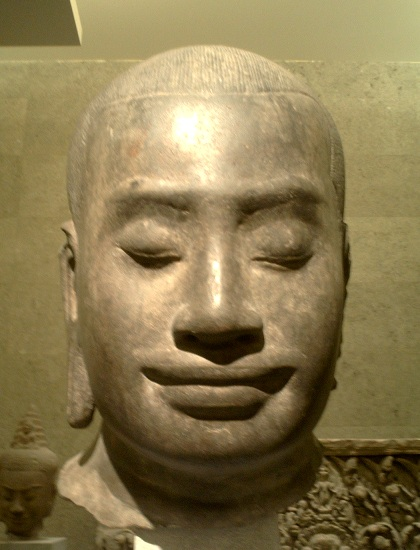
Jayavarman VII

## Geboren
- Omar Ibn Al Faridh, Egyptisch dichter
- Franciscus van Assisi, Italiaans kloosterstichter (of 1182)

## Overleden
- 30 januari - Takakura, keizer van Japan (1168-1180)
- 16 maart - Hendrik I (~54), graaf van Champagne
- 14 augustus - Arnold van Chiny, bisschop van Verdun
- 30 augustus - Alexander III, paus (1159-1181)
- 4 oktober - Herman, hertog van Karinthië
- 23 oktober - Adela van Meißen, echtgenote van Sven III van Denemarken
- Berthold II, graaf van Tirol
- Lodewijk II (~44), graaf van Württemberg
- As-Salih Ismail al-Malik (~18), heerser van Syrië (1174-1181)
- Simon III, heer van Montfort en graaf van Évreux
- Taira no Kiyomori (~63), Japans samoerai
- Willem V (~13), graaf van Nevers, Tonnerre en Auxerre